# Concejo de Fenar
Concejo de Fenar es una comarca tradicional de la provincia de León en España. Está formada por los actuales ayuntamientos de La Robla y Matallana de Torío. La comarca esta a escasos kilómetros de la capital.
En la comarca de Concejo de Fenar, el paisaje es el típico de un valle de la montaña de León, situada entre los cauces del río Bernesga y del río Torío antes de su paso por la capital.

## Poblaciones
| Brugos de Fenar    |  | Naredo de Fenar  |
| Candanedo de Fenar |  | Robledo de Fenar |
| Rabanal de Fenar   |  |                  |
| Solana de Fenar    |  |                  |

## Municipios
| Municipios         | Habitantes (2011) | Superficie (km²) | Densidad (hab/km²) |       |
| Matallana de Torío | 1.403             | 73,45            | 19,10              |       |
| La Robla           | 4.610             | 85,22            | 54,10              |       |
|                    | Total             | 6.013            | 158,67             | 37,90 |
| ------------------ | ----------------- | ---------------- | ------------------ | ----- |